# Johanna J. Danis
Johanna Juana Danis (* 16. März 1922 in Bratislava; † 8. Juni 2014 in München) war eine Klinische Psychologin und Präsidentin des Instituts für Psychosymbolik – IPV e. V. in München. Sie war Professorin für Persönlichkeitspsychologie an der Universität Buenos Aires, bevor sie 1976 als Psychotherapeutin, Lehranalytikerin (B.L.Ä.K.) und Supervisorin (BDP) nach München kam.
Sie ist international bekannt als Autorin. Ihre zahlreichen Vorträge und Veröffentlichungen beschäftigen sich sowohl mit Psychosymbolik in der Psychoanalyse als auch mit Bibelsymbolik.
Psychosymbolik in ihrem Verständnis meint die Verbindung der persönlichen Lebenserfahrung mit symbolischen Systemen wie der Sprache selbst oder den Bibeltexten. Zugangswege hierzu sind die Erfahrung der Psychoanalyse und das Studium der Bibelsymbolik.

## Werke
- Lust und Sinn in Hysterie und Depressivität. Roderer, Regensburg 1988, ISBN 978-3-89073-023-3.
- Psychosymbolik I: Das ödipale Triangulum. Edition Psychosymbolik, München 1989, ISBN 978-3-925350-26-9.
- Psychosymbolik II: Das Strukturfeld der Psychotherapie. Edition Psychosymbolik, München 1990, ISBN 978-3-925350-35-1.
- Lust und Depression: Vorträge. Edition Psychosymbolik, München 1993, ISBN 978-3-925350-52-8.
- Liebe, Opfer und Wiederkehr. Edition Psychosymbolik, München 1995, ISBN 978-3-925350-66-5.
- Einführung in J. Lacan: Narzissmus in Mann und Frau. Edition Psychosymbolik, München 1996, ISBN 978-3-925350-67-2.
- Zahlen, Worte, Bilder, Körper. Edition Psychosymbolik, München 1997, ISBN 3-925350-71-3.
- Wortgestalt: Das Unbewusste und die Angst. Leib und Leid „TABU“. Edition Psychosymbolik, München 1998, ISBN 3-925350-73-X.
- Zahlenwende (Vorträge 1999–2000). Edition Psychosymbolik, München 2000, ISBN 3-925350-75-6.
- Reden – Hören – Sprechen (Vorträge 2000–2001). Edition Psychosymbolik, München 2002, ISBN 3-925350-77-2.
- Das Symbolgewand im Zeitenrutsch (Vorträge 2002–2003). Edition Psychosymbolik, München 2003, ISBN 3-925350-78-0.
- Bruch-Teile: Scriptum, Zwischen Genuss und Leben (Vorträge 2003–2006). Edition Psychosymbolik, München 2006, ISBN 3-925350-80-2.
- Übergang: Vorträge Oktober 2006 – Juni 2008. Institut für Psychosymbolik e. V., München 2008.